# Khalīl Kord
Khalīl Kord (persiska: خَليل كُرد, خَليل گِرد, خلیل کرد) är en ort i Iran.   Den ligger i provinsen Hamadan, i den nordvästra delen av landet, 300 km väster om huvudstaden Teheran. Khalīl Kord ligger 1 921 meter över havet och antalet invånare är 730.
Terrängen runt Khalīl Kord är platt åt nordost, men åt sydväst är den kuperad. Terrängen runt Khalīl Kord sluttar brant österut.Runt Khalīl Kord är det ganska tätbefolkat, med 75 invånare per kvadratkilometer. Närmaste större samhälle är Bahār, 18,9 km öster om Khalīl Kord. Trakten runt Khalīl Kord består i huvudsak av gräsmarker.